# Искра (подводная лодка)
П-3 «Искра» — советская эскадренная подводная лодка, построенная в 1930-х годах, третий и последний корабль IV серии.

## История корабля
«Искра» была заложена 19 декабря 1931 года на заводе № 189 (Балтийский завод) в Ленинграде под строительным номером 220, спуск на воду состоялся 4 декабря 1934 года, 23 июля 1936 года лодка вошла в состав КБФ.
Подводная лодка названа в честь нелегальной газеты большевиков «Искра», издававшейся с декабря 1900 по октябрь 1905 г.
Из-за конструктивных недостатков боевое применение лодки было исключено, поэтому «Искра» использовалась в качестве учебного корабля при подготовке моряков-подводников.
С 1 декабря 1937 года по 6 ноября 1939 года лодка прошла капитальный ремонт и модернизацию.

Силуэт ПЛ типа «Правда» после модернизации

В ноябре 1940 года участвовала в групповом походе с П-1 и П-2 в Балтийском море с заходом в Таллин, Ригу, Либаву.
На начало войны лодка входила в Отдельный Учебный Дивизион подводных лодок в Ораниенбауме. Командиром лодки был капитан-лейтенант А. Н. Пантелеев.
16 июля 1941 года «Искра» столкнулась с подводной лодкой Б-2 «Пантера», получила пробоину в цистерне главного балласта и была поставлена на ремонт в Кронштадте.
10 августа 1944 года лодку вывели из состава флота и передали НИИ связи и телемеханики ВМФ.
2 июня 1952 года лодку исключили из состава флота и передали в НИИ № 11 ВМФ для использования в опытовых целях.

## Командиры
- 1935—1937: Симановский В. Н.;
- 1937—1943: Пантелеев А. Н.;
- 1943: Долгов В. А.;
- 1944—1946: Морозов П. А.;
- 1946—1947: Афанасьев В. К.;
- 1947—1950: Могилевский С. С.;
- 1950—1953: Иванов Б. В.